# 提格拉特帕拉沙尔二世
提格拉特帕拉沙尔二世（英語：Tiglath-Pileser II）（？—前935年），中亚述时期的亚述国王（公元前967年—公元前935年在位）亚述雷什伊希二世之子和继承人，一个继承者曾用专门称呼权威显赫的君主头衔来称呼他，从此可见他治国有方。他统治时期正值亚述衰落百年之后刚刚中兴，其他事迹鲜为人知，死后由其子亚述-丹二世继承。
| 前任： 亚述雷什伊希二世 | 亚述国王 前967年－前935年 | 繼任： 亚述-丹二世 |